# Sabon-Guida
Sabon-Guida (auch: Sabonguida) ist eine Landgemeinde im Departement Madaoua in Niger.

## Geographie
Sabon-Guida liegt am Übergang der Großlandschaft Sudan zur Sahelzone und grenzt im Süden an den Nachbarstaat Nigeria. Die Nachbargemeinden in Niger sind Doguérawa im Westen, Galma Koudawatché im Nordwesten, Madaoua im Nordosten und Bangui im Osten. Durch Sabon-Guida verläuft in Nord-Süd-Richtung das insgesamt rund 300 Kilometer lange Tarka-Tal, das sich vom Departement Tanout in Niger bis nach Nigeria zieht. Bei den Siedlungen im Gemeindegebiet handelt es sich um 131 Dörfer, 205 Weiler und 7 Lager. Der Hauptort der Landgemeinde ist das Dorf Sabon-Guida.

## Geschichte
Im Dorf Koumassa in der Nähe des Hauptorts von Sabon-Guida nahm in den 1950er Jahren der Anbau von Zwiebeln seinen Anfang, der sich von hier aus über weite Teile der Region Tahoua verbreitete und eine wichtige Rolle in der Wirtschaft und im kulturellen Selbstverständnis der Region spielt. Auch die bekannte Zwiebelsorte Violet de Galmi, die nach dem Dorf Galmi in der Nachbargemeinde Doguérawa benannt ist, von wo aus sie in den überregionalen Handel gelangte, hat ihren Ursprung in Sabon-Guida.
Die Landgemeinde Sabon-Guida ging als Verwaltungseinheit 2002 bei einer landesweiten Verwaltungsreform aus einem Teil des Kantons Madaoua hervor.

## Bevölkerung
Bei der Volkszählung 2012 hatte die Landgemeinde 103.232 Einwohner, die in 14.467 Haushalten lebten. Bei der Volkszählung 2001 betrug die Einwohnerzahl 62.024 in 10.172 Haushalten.
Im Hauptort lebten bei der Volkszählung 2012 6579 Einwohner in 877 Haushalten, bei der Volkszählung 2001 3350 in 549 Haushalten und bei der Volkszählung 1988 5209 in 951 Haushalten.
Rund zwei Drittel der Bevölkerung sind Hausa, rund ein Drittel Tuareg. Außerdem gibt es eine kleine Minderheit an Fulbe.

## Politik
Der Gemeinderat (conseil municipal) hat 24 gewählte Mitglieder. Mit den Kommunalwahlen 2020 sind die Sitze im Gemeinderat wie folgt verteilt: 14 PNDS-Tarayya, 7 MNSD-Nassara, 2 MODEN-FA Lumana Africa und 1 PJP-Génération Doubara.
Jeweils ein traditioneller Ortsvorsteher (chef traditionnel) steht an der Spitze von 120 Dörfern in der Gemeinde, darunter dem Hauptort.

## Wirtschaft und Infrastruktur
Die Gemeinde liegt in jener schmalen Zone entlang der Grenze zu Nigeria, die von Tounouga im Westen bis Malawa im Osten reicht und in der Bewässerungsfeldwirtschaft für Cash Crops betrieben wird. Neben dem Ackerbau ist die Viehzucht der wichtigste Erwerbszweig der Bevölkerung. Mit dem Nachbarland Nigeria wird informeller Handel betrieben. An mehreren Lagerstätten werden Gips und Kalk abgebaut. Die Niederschlagsmessstation im Hauptort wurde 1981 in Betrieb genommen.
Gesundheitszentren des Typs Centre de Santé Intégré (CSI) sind im Hauptort und in der Siedlung Eroufa vorhanden. Die Gesundheitszentren decken nicht das gesamte Gemeindegebiet ab, weshalb die Bevölkerung teilweise auf das Distriktkrankenhaus in Madaoua ausweichen muss. Der CEG Sabon-Guida ist eine allgemein bildende Schule der Sekundarstufe des Typs Collège d’Enseignement Général (CEG). Beim Centre de Formation aux Métiers de Sabon-Guida (CFM Sabon-Guida) handelt es sich um ein Berufsausbildungszentrum. Ferner stehen in der Gemeinde 42 Grundschulen zur Verfügung.